# Cantone di Colmar-1
Il Cantone di Colmar-1 è una divisione amministrativa dell'arrondissement di Colmar.
È stato costituito a seguito della riforma approvata con decreto del 21 febbraio 2014, che ha avuto attuazione dopo le elezioni dipartimentali del 2015.

## Composizione
Comprende la parte occidentale della città di Colmar e il comune di Ingersheim.